# Wellington Rato
Wellington Soares da Silva, meglio noto come Wellington Rato (Japeri, 18 giugno 1992), è un calciatore brasiliano, centrocampista del Vitória.

## Palmarès

### Competizioni regionali
- Copa do Nordeste: 1

Sampaio Corrêa: 2018

### Competizioni nazionali
- Coppa del Brasile: 1

San Paolo: 2023
- Supercoppa del Brasile: 1

San Paolo: 2024